# Youthanasia
Youthanasia – szósty album thrashmetalowego amerykańskiego zespołu Megadeth, wydany 1 listopada 1994 roku. W 2004 roku płyta została zremiksowana, zremasterowana i ponownie wydana wraz z czterema bonusowymi utworami. 
Według danych z kwietnia 2002 album sprzedał się w nakładzie 891 333 egzemplarzy na terenie Stanów Zjednoczonych.

## Lista utworów
1. "Reckoning Day" (David Mustaine, David Ellefson, Marty Friedman, Nick Menza) – 4:34
2. "Train of Consequences" (Mustaine, Ellefson, Friedman, Menza) – 3:31
3. "Addicted to Chaos" (Mustaine, Ellefson, Friedman, Menza) – 5:26
4. "À Tout le Monde" (Mustaine, Ellefson, Friedman, Menza) – 4:28
5. "Elysian Fields" (Mustaine, Ellefson, Friedman, Menza) – 4:03
6. "The Killing Road" (Mustaine, Ellefson, Friedman, Menza) – 3:57
7. "Blood of Heroes" (Mustaine, Ellefson, Friedman, Menza) – 3:57
8. "Family Tree" (Mustaine, Ellefson, Friedman, Menza) – 4:07
9. "Youthanasia" (Mustaine, Ellefson, Friedman, Menza) – 4:09
10. "I Thought I Knew It All" (Mustaine, Ellefson, Friedman, Menza) – 3:44
11. "Black Curtains" (Mustaine, Ellefson, Friedman, Menza) – 3:39
12. "Victory" (Mustaine, Ellefson, Friedman, Menza) – 4:27

Reedycja z 2004 roku
1. "Millennium of the Blind" (Mustaine, Friedman) (wcześniej niepublikowany) – 2:15
2. "New World Order" (demo) – 3:45
3. "Absolution" (instrumentalny) – 3:27
4. "À Tout le Monde" (demo) – 6:20

## Twórcy
- Dave Mustaine - wokal, gitara, produkcja, miksowanie, remiksowanie, remastering (edycja z 2004)
- David Ellefson - gitara basowa
- Marty Friedman - gitara
- Nick Menza - perkusja
- Jimmie Wood - harmonijka ustna
- Max Norman - produkcja, miksowanie (edycja oryginalna)
- Mike Tacci - inżynier dźwięku
- Bruce Jacoby - asystent inżyniera dźwięku, techniczny perkusyjny
- Michael Kaye - techniczny gitarowy
- Bob Ludwig - mastering (edycja oryginalna)
- Ralph Patlan - remiksowanie (edycja z 2004)
- Tom Baker - remastering (edycja z 2004)

## Listy

### Album
| Rok  | Lista             | Pozycja |
| ---- | ----------------- | ------- |
| 1994 | The Billboard 200 | 4       |

### Single
| Rok  | Singel                  | Lista                  | Pozycja |
| ---- | ----------------------- | ---------------------- | ------- |
| 1994 | "Train of Consequences" | Mainstream Rock Tracks | 29      |
| 1994 | "Train of Consequences" | UK Singles Chart       | 22      |
| 1995 | "À Tout le Monde"       | Mainstream Rock Tracks | 31      |